# Kunsthalle Mannheim

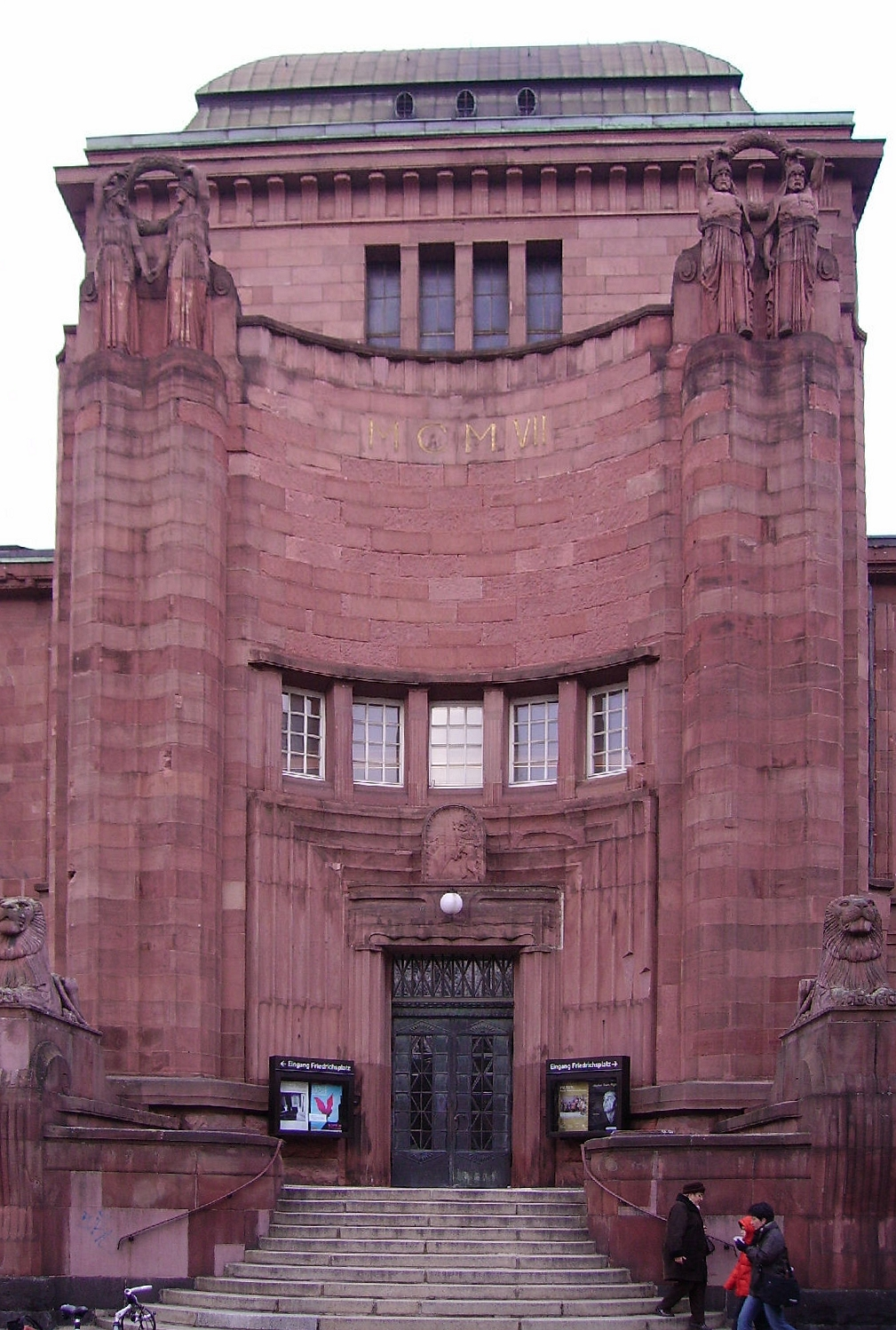
ingang

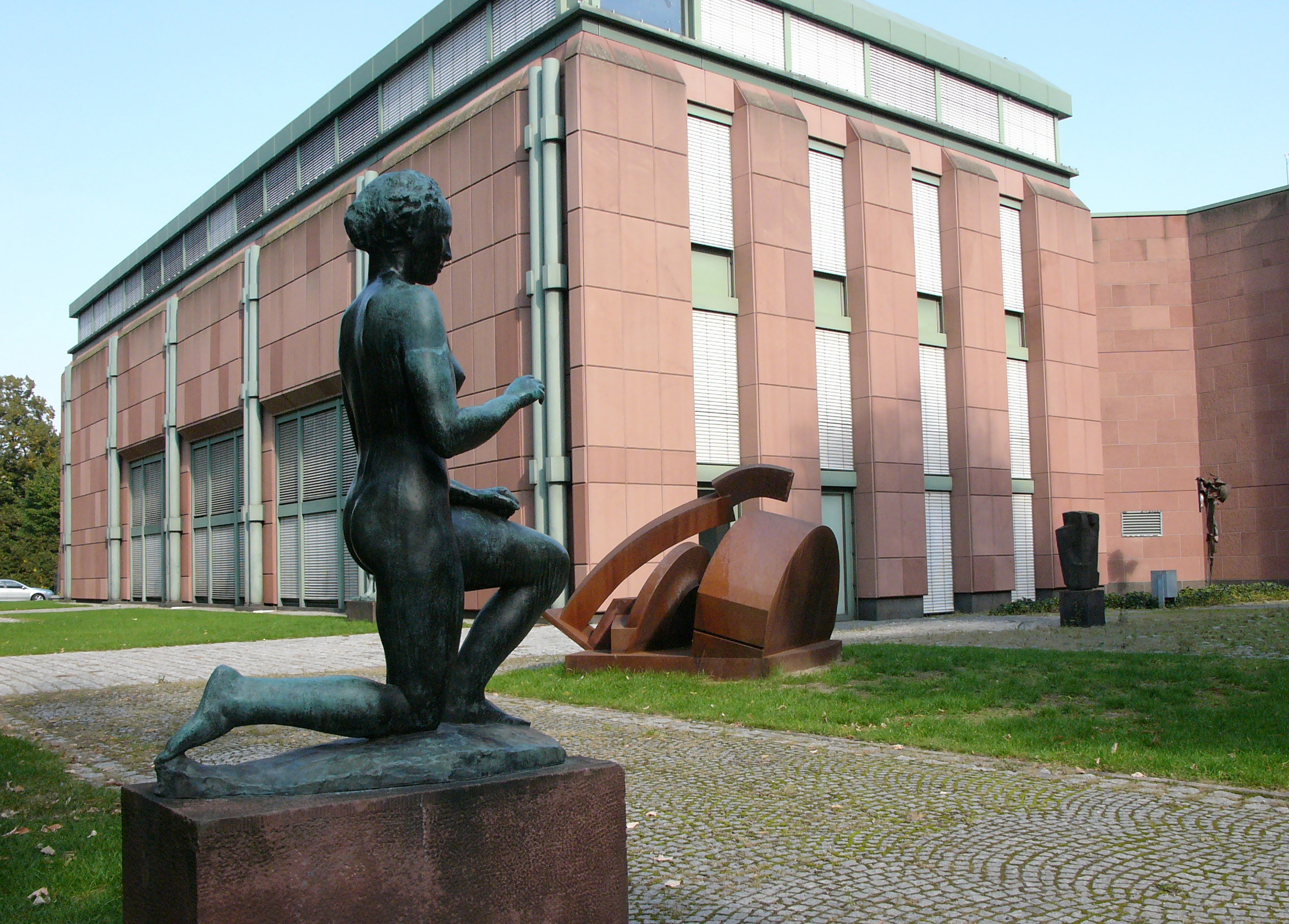
Nieuwbouw Kunsthalle Mannheim

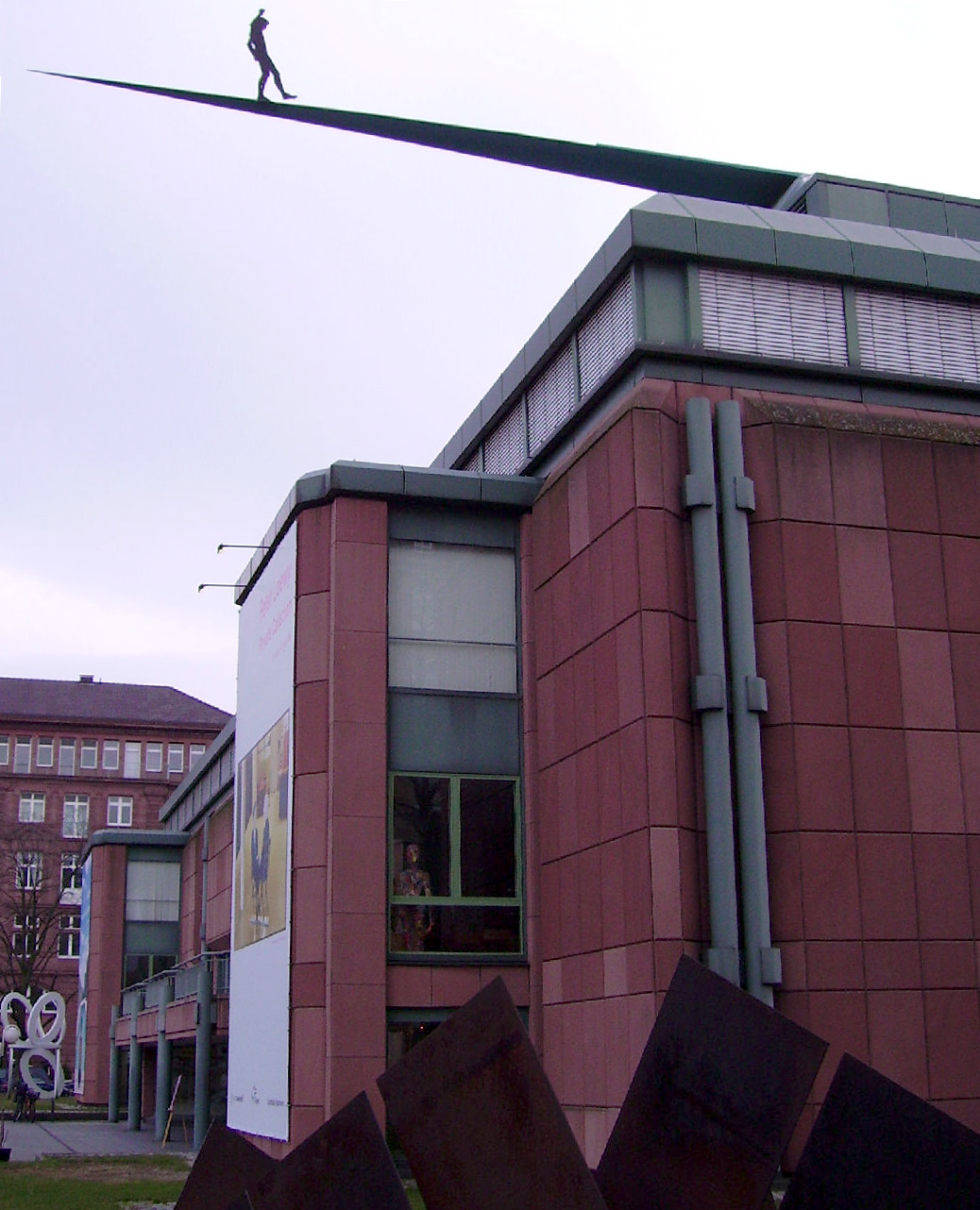
Nieuwbouw

De Kunsthalle Mannheim is een museum annex Kunsthalle met een belangrijke eigen collectie kunstwerken aan de Friedrichsplatz in de Duitse stad Mannheim.

## Gebouw
De Kunsthalle werd in 1907, ter gelegenheid van het driehonderdjarig bestaan van de stad Mannheim, in het kader van een internationale kunst- en tuinbouwtentoonstelling geopend. Het gebouw werd ontworpen met een jugendstilgevel door de architect Hermann Billing en werd niet direct aan de Friedrichsplatz gebouwd, doch iets naar achteren met de hoofdingang aan de Moltkestraße. De vrijgebleven ruimte was bestemd voor het, inmiddels elders gesitueerde, Reiss-Museum.
Nadat het Reiss-Museum in 1960 in het Zeughaus werd geopend, projecteerde men de, wegens ruimtegebrek zeer noodzakelijke, nieuwbouw op de open plek aan de Friedrichsplatz. Naar een definitief ontwerp van het architectenbureau Lange, Mitzlaff, Böhm und Müller, werd de nieuwbouw in rode zandsteen uitgevoerd, waardoor oorspronkelijk gebouw en nieuwbouw er als een eenheid uitzien. De nieuwbouw werd sober uitgevoerd om de buiten geplaatste sculptures goed tot hun recht te laten komen. De opening vond plaats in 1983. De nieuwe entree van de Kunsthalle ligt sindsdien aan de Friedrichsplatz.

## Geschiedenis
De in 1923 benoemde directeur Gustav Friedrich Hartlaub, organiseerde in 1925 een tentoonstelling genaamd „Neue Sachlichkeit“ (nieuwe zakelijkheid), hetgeen de naam werd voor een compleet nieuwe kunststroming. Belangrijke werken van Dix, Grosz en Beckmann werden onder zijn leiding aangekocht. In 1933 werd Hartlaub door de nazi's ontslagen, die nog hetzelfde jaar de tentoonstelling „Kulturbolschewistische Bilder“ organiseerden. Hartlaub werd in 1936 opgevolgd door Walter Passarge, die deelnam aan de zuivering van het museum, de zogenaamde „Reinigung der Museen von entarteter Kunst“. In 1937 verloor de Kunsthalle zo 102 schilderijen, 8 sculptures, 491 grafische werken en 59 grafiekmappen, waarvan er vele voorgoed verdwenen. Enkele werken werden in 1939 ter veiling aangeboden en behoren thans tot de museumcollectie van onder andere: Kunstmuseum Basel, Museum voor Schone Kunsten in Luik, Guggenheim Museum en Museum of Modern Art, beide in New York.

## Collecties

### Schilderijen
De Kunsthalle Mannheim bezit een waardevolle collectie schilderijen uit de negentiende en twintigste eeuw (ca. 1700 werken). Tot de collectie behoren werken van onder anderen: Caspar David Friedrich, Johan Christian Clausen Dahl, Édouard Manet, Alfred Sisley, Théodore Géricault, Eugène Delacroix, Camille Pissarro, Paul Cézanne, Hans von Marées, Carl Schuch, Oskar Kokoschka, Christian Rohlfs, Erich Heckel, Karl Schmidt-Rottluff, Edvard Munch, James Ensor, August Macke, Robert Delaunay, Otto Dix, Max Beckmann, George Grosz, Francis Bacon, Karl Otto Götz en Franz Xaver Fuhr.

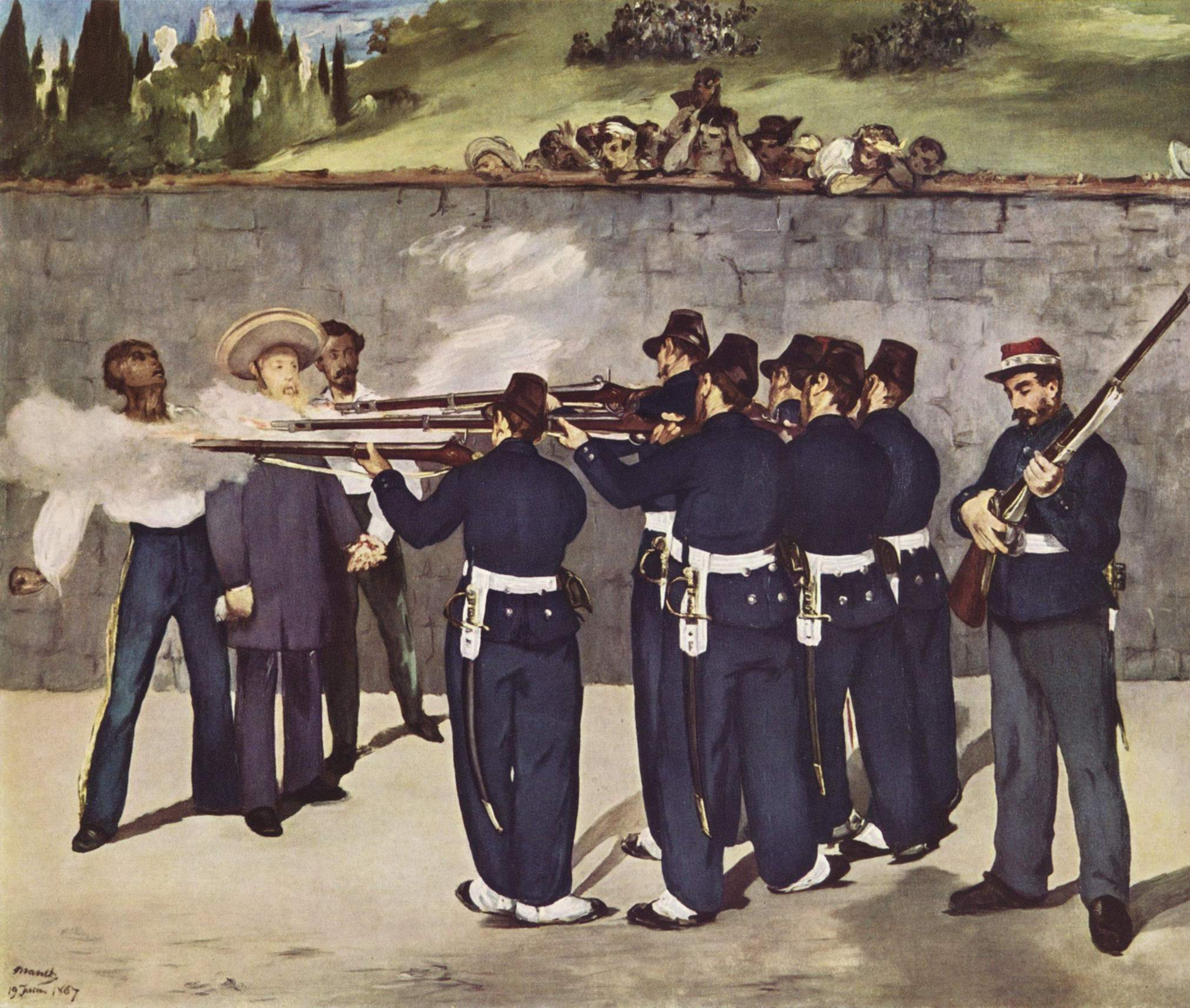
Édouard Manet: Die Erschießung Kaiser Maximilians von Mexiko
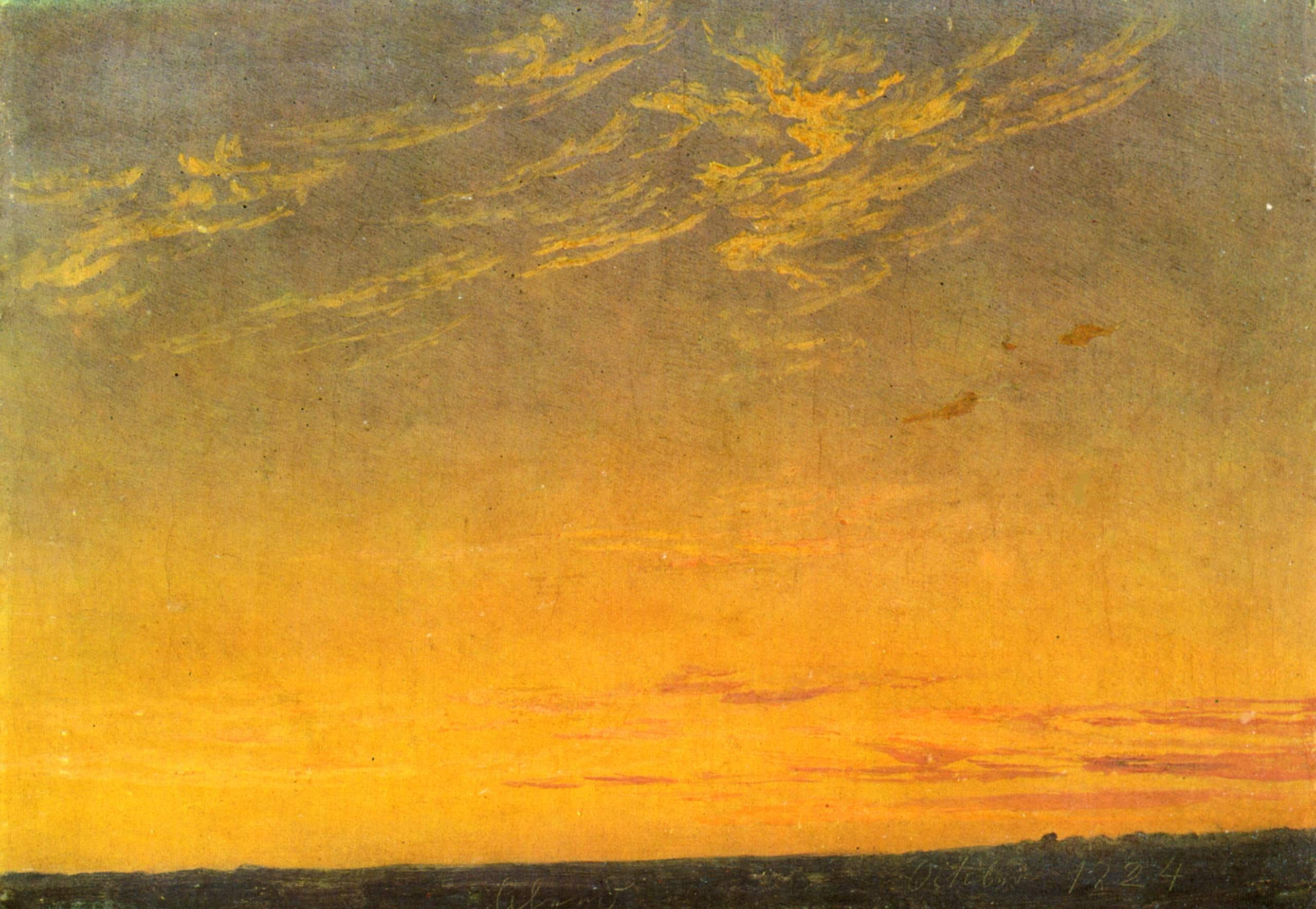
Caspar David Friedrich: Abend (Wolken)
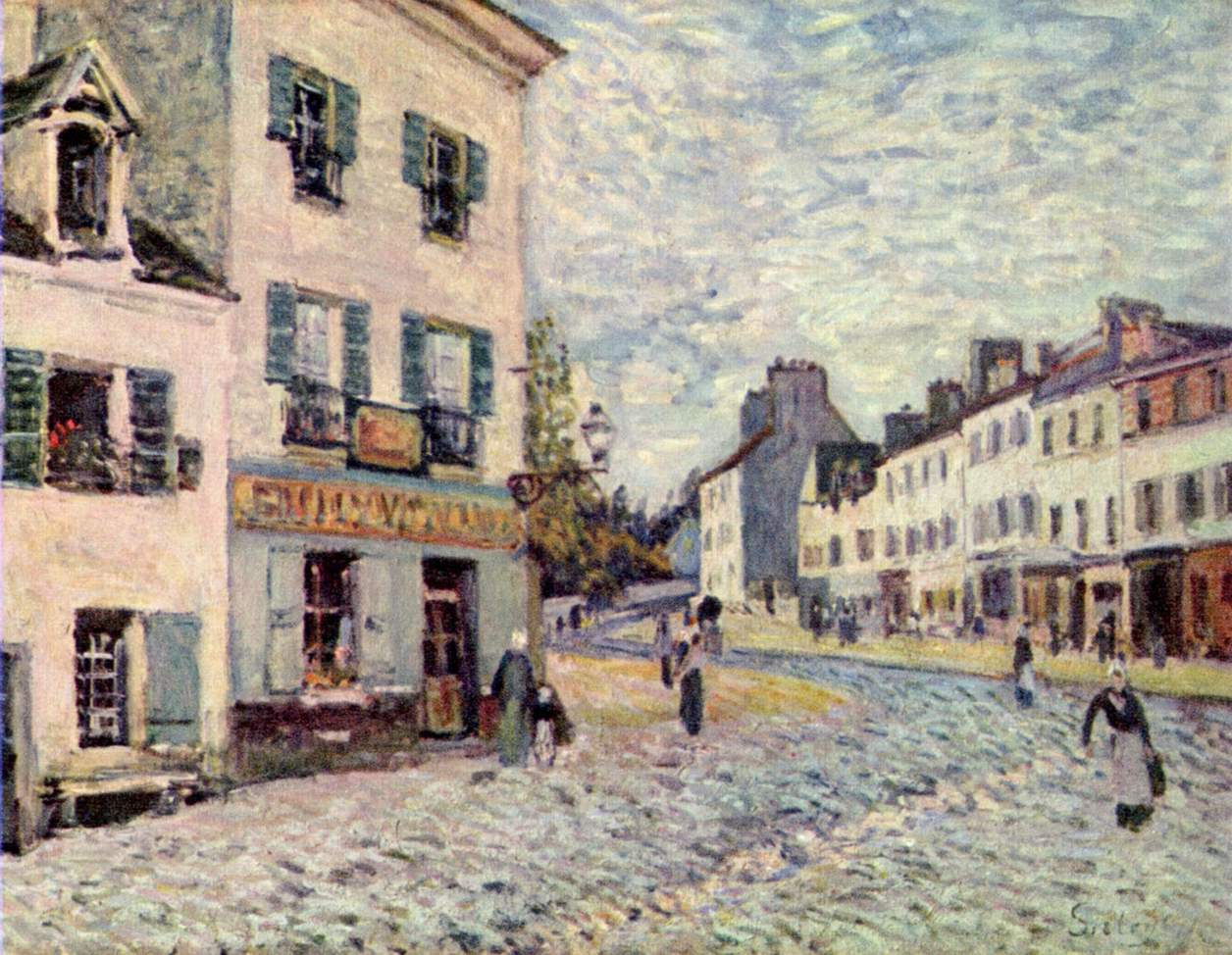
Alfred Sisley: Marktplatz in Marly
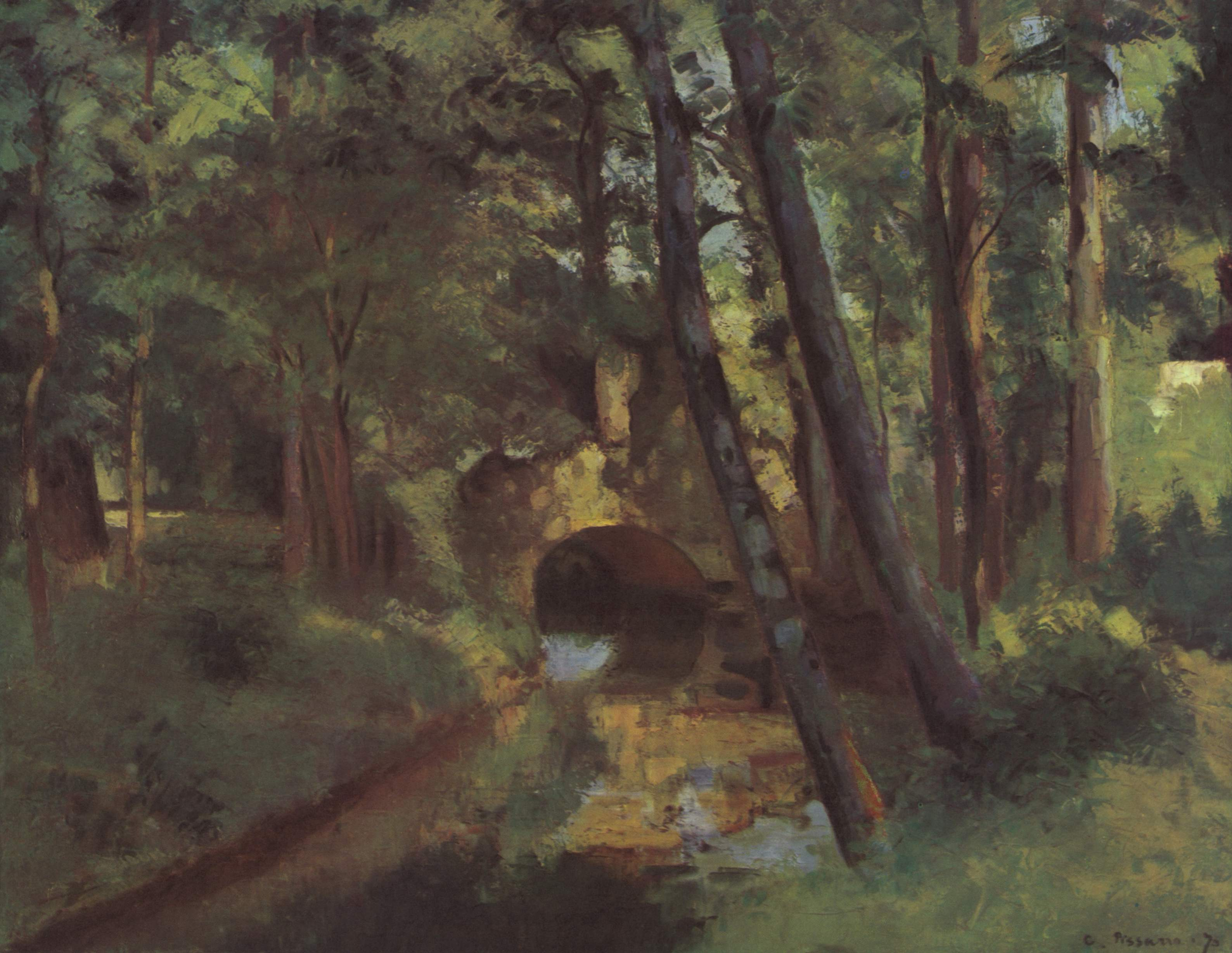
Camille Pissarro: Die Brücke

### Sculptuur
De beeldencollectie omvat werken uit de negentiende eeuw, maar voornamelijk uit de twintigste eeuw (ca. 600 werken). Tot de kunstenaars met werk in de collectie behoren: Constantin Brancusi, Honoré Daumier, Auguste Rodin, Ernst Barlach, Edgar Degas, Wilhelm Lehmbruck, Alexander Archipenko, Hans Arp, Barbara Hepworth, Henri Matisse, Marino Marini, Henry Moore, Alberto Giacometti, Otto Herbert Hajek, Richard Serra, Max Ernst, Ossip Zadkine, Jean Tinguely, Eduardo Chillida, Hans Uhlmann, Thomas Lenk, George Segal, Gustav Seitz, Ulrich Rückriem, Wolf Vostell en Erich Hauser.

### Grafiek
De collectie grafiek (ca. 33.000 stuks) omvat voornamelijk werken van vertegenwoordigers van de romantiek en het classicisme, de nieuwe zakelijkheid en een verzameling schetsen van beeldhouwers. Daarnaast bezit de Kunsthalle Mannheim nog Europese grafiek van de vijftiende tot de achttiende eeuw, waaronder werk van Albrecht Dürer en Rembrandt van Rijn.